# Krisztina Goda
Krisztina Goda (anhörenⓘ; * 1970 in Budapest, Ungarn) ist eine ungarische Drehbuchautorin und Regisseurin.

## Leben und Karriere
Goda wurde als Tochter zweier Doktoren in Budapest geboren und wuchs dort auf. Sie besuchte die National Film and Television School (NFTS) in Beaconsfield bei London sowie die University of California, Los Angeles. Ihr erster Film war Just Sex … and Nothing Else.

## Filmografie
- 1996: Játékidő
- 1996: Autós történet
- 2000: A Horváth Szindróma (TV-Film)
- 2005: Just Sex … and Nothing Else (Csak szex és más semmi) (Drehbuch und Regie)
- 2006: Children of Glory (Szabadság, szerelem) (Regie)
- 2008: Kaméleon (Drehbuch und Regie)
- 2015: Home Guards (Veszettek) (Regie)
- 2022: Der Umwerber (Regie)